# Moksaweryna
Moksaweryna (łac. moxaverinum) – organiczny związek chemiczny, syntetyczna pochodna alkaloidów izochinolinowych o działaniu spazmolitycznym.

## Mechanizm działania
Lek hamuje fosfodiesterazę i zwiększa stężenie cAMP w mięśniach gładkich, przez co powoduje ich rozkurcz. Dzięki rozluźnieniu mięśni gładkich naczyń krwionośnych, lek poprawia ukrwienie niektórych narządów.

## Wskazania
- bolesne skrucze mięśni gładkich przewodu pokarmowego
- zwężenie naczyń krwionośnych w miażdżycy

## Postacie handlowe
- Eupaverin  – niedostępny w Polsce